# Phoracantha multiformis
Phoracantha multiformis är en skalbaggsart som beskrevs av Wang 1995. Phoracantha multiformis ingår i släktet Phoracantha och familjen långhorningar. Inga underarter finns listade i Catalogue of Life.